# Tanacetum eriobasis
Tanacetum eriobasis là một loài thực vật có hoa trong họ Cúc. Loài này được (Rech.f.) Kovalevsk. miêu tả khoa học đầu tiên năm 1961.